# Payback 2017
Payback 2017 è stata la quinta edizione dell'omonimo evento in pay-per-view prodotto annualmente dalla WWE. L'evento, esclusivo del roster di Raw, si è svolto il 30 aprile 2017 al SAP Center di San Jose (California).

## Storyline
Il 2 aprile, a WrestleMania 33, Kevin Owens ha sconfitto Chris Jericho vincendo lo United States Championship per la prima volta. La sera successiva, a Raw, è stato annunciato un rematch per lo United States Championship tra Kevin Owens e Chris Jericho a Payback. Nella puntata di SmackDown dell'11 aprile, per effetto del "Superstar Shake-Up", Kevin Owens è passato da Raw a SmackDown; mentre, la sera prima a Raw, Dean Ambrose è passato da SmackDown a Raw, portando con sé l'Intercontinental Championship. Nonostante entrambi i detentori dei titoli secondari abbiano cambiato roster, il match tra Owens e Jericho è stato confermato per Payback e, come affermato da Daniel Bryan a SmackDown,  se Jericho vincerà il match sarà trasferito a SmackDown.
Nel primo match del Kick-Off di WrestleMania 33, Neville ha difeso con successo il WWE Cruiserweight Championship dall'assalto di Austin Aries. Nella puntata di 205 Live del 4 aprile, Aries ha vinto un Fatal 4-Way match, guadagnandosi un rematch per il titolo dei pesi leggeri contro Neville. Nella puntata di Raw del 10 aprile, è stato annunciato che il rematch avrà luogo a Payback.
A WrestleMania 33, Randy Orton ha sconfitto Bray Wyatt, vincendo il nono WWE Championship della sua carriera. Nel successivo episodio di SmackDown, Wyatt ha sfidato Orton ad un House of Horrors match per il titolo ed Orton ha accettato. Nella puntata di Raw del 10 aprile, a causa del Superstar Shake-Up, Wyatt è passato da SmackDown a Raw. Nonostante il cambio del brand, Wyatt ha potuto mantenere la possibilità di sfidare Orton ed il match tra i due avrà luogo a Payback, senza titolo in palio.
A WrestleMania 33, gli Hardy Boyz (Jeff Hardy e Matt Hardy) sono ritornati a sorpresa in WWE, prendendo parte al Fatal 4-Way Ladder match valido per il Raw Tag Team Championship di Luke Gallows e Karl Anderson, vincendoli. La sera successiva, a Raw, gli Hardy Boyz hanno difeso i titoli contro Gallows e Anderson; mentre Cesaro e Sheamus hanno sconfitto Enzo Amore e Big Cass, diventando i primi sfidanti ai titoli di coppia di Raw. La settimana dopo, il match tra gli Hardy Boyz e Cesaro e Sheamus è stato confermato per Payback.
Nell'episodio di Raw del 30 gennaio, Samoa Joe ha fatto il suo debutto nel main roster, attaccando Seth Rollins per conto di Triple H ed infortunandolo allo stesso ginocchio che lo tenne lontano dal ring dal novembre del 2015 al maggio del 2016. Nonostante l'infortunio, Rollins è riuscito a recuperare ed a competere in un Non-Sanctioned match contro Triple H a WrestleMania 33, da cui ne è uscito vittorioso. Nella puntata di Raw post-WrestleMania, Rollins ha fatto coppia con Finn Bálor, sconfiggendo Joe e Kevin Owens. Nella puntata di Raw del 10 aprile, Joe ha attaccato ancora Rollins e la settimana successiva il General Manager di Raw, Kurt Angle, ha ufficializzato un match tra i due per Payback.
Alla Royal Rumble, Braun Strowman ha interferito nel match valido per l'Universal Championship tra il campione Kevin Owens e lo sfidante Roman Reigns, attaccando quest'ultimo, facendolo perdere. Strowman e Reigns si sono, così, affrontati a Fastlane, dove Reigns è riuscito ad emergere vincitore. Nell'episodio di Raw del 6 marzo, Roman Reigns è entrato in faida con The Undertaker ed i due si sono poi affrontati in un No Holds Barred match a WrestleMania 33, vinto da Reigns. Nella puntata di Raw del 10 aprile, Strowman ha riaperto la faida con Reigns, attaccandolo brutalmente nel backstage e legandolo ad una barella per poi rovesciare l'ambulanza all'interno della quale si trovava proprio Reigns, che al termine dell'attacco ha subito un infortunio alla spalla. La settimana successiva, il General Manager di Raw, Kurt Angle, ha sancito un match tra Strowman e Reigns per Payback.
A WrestleMania 33, Bayley ha difeso il Raw Women's Championship dall'assalto di Charlotte Flair, Sasha Banks e Nia Jax in un Fatal 4-Way Elimination match. Nell'episodio di Raw del 10 aprile, Sasha Banks ha sfidato Bayley ad un match titolato, ma le due vengono interrotte da Alexa Bliss e Mickie James, passate da SmackDown a Raw per effetto dello Shake-Up. La settimana successiva, Alexa Bliss ha sconfitto Sasha Banks, Mickie James e Nia Jax in fatal four-way match, diventando la prima sfidante per il titolo di Bayley a Payback.

## Risultati
| #       | Incontri                                                           | Stipulazioni                                        | Durata |
| ------- | ------------------------------------------------------------------ | --------------------------------------------------- | ------ |
| Kickoff | Enzo Amore e Big Cass hanno sconfitto Karl Anderson e Luke Gallows | Tag team match                                      | 06:35  |
| 1       | Chris Jericho ha sconfitto Kevin Owens (c) per sottomissione       | Single match per il WWE United States Championship  | 17:55  |
| 2       | Austin Aries ha sconfitto Neville (c) per squalifica               | Single match per il WWE Cruiserweight Championship  | 11:20  |
| 3       | Gli Hardy Boyz (c) hanno sconfitto il Bar                          | Tag team match per il WWE Raw Tag Team Championship | 12:45  |
| 4       | Alexa Bliss ha sconfitto Bayley (c)                                | Single match per il WWE Raw Women's Championship    | 11:15  |
| 5       | Bray Wyatt ha sconfitto Randy Orton                                | House of horrors match                              | 17:10  |
| 6       | Seth Rollins ha sconfitto Samoa Joe                                | Single match                                        | 15:55  |
| 7       | Braun Strowman ha sconfitto Roman Reigns                           | Single match                                        | 11:50  |